# Mark Adamo
Mark Adamo (* 1. August 1962 in Philadelphia, Pennsylvania, Vereinigte Staaten) ist ein US-amerikanischer Komponist und Librettist.

## Leben
Mark Adamo wuchs in Willingboro Township in New Jersey auf. Er studierte Musik und Playwriting an der New York University. Darauf studierte er Komposition an der Katholischen Universität von Amerika in Washington D.C. Dort wurde er beauftragt für The Summer Opera Company eine Opernfassung des Romans Little women  zu schreiben. Adamo wurde nur mit der Musik zu einer Reihe von Episoden aus dem Roman beauftragt worden war, nicht aber mit dem Libretto. Da Adamo als ausgebildeter Playwriter andere Vorstellungen von der Umsetzung als Oper hatte, wurde das Projekt nicht umgesetzt. Sein Freund, der Komponist Carlisle Floyd, stellte den Kontakt mit David Gockley, dem Generaldirektor der Houston Grand Opera her. Im August 1996 beauftragte dieser Adamo damit, die Oper für das Houston Opera Studio, zu vervollständigen. Das Houston Opera Studio wurde von der Houston Grand Opera eingerichtet, um jungen Sängern Raum zu geben, Probe- und Aufführungspraxis zu sammeln. Gockley fand Adamos Projekt ideal für diese Gruppe.
2008 heiratete Adamo den Komponisten John Corigliano.
Er war Kompositionsdozent an der Steinhardt School of Culture, Education, and Human Development.

## Werke (Auswahl)

### Orchesterwerke
- Late Victorians, Gedichte von Emily Dickinson, Text von Richard Rodriguez, Auftragswerk des Eclipse Chamber Orchestra, 1995, überarbeitet 2007, Uraufführung der überarbeiteten Version im Mai 2007 mit dem  Eclipse Chamber Orchestra, der Sopranistin, dem Erzähler

### Opern
- Little Woman: Oper in zwei Akten. Das Libretto von Mark Adamo hat den gleichnamigen Roman von Louisa May Alcott als Vorlage. Die Oper wurde 1998 vom Houston Opera Studio der Houston Grand Opera im Lillie and Roy Cullen Theater des Wortham Theater Centers in Houston uraufgeführt und 2000 erneut aufgeführt.[1][3][7][8] Das Orchester besteht aus sechzehn Musikern.[9] Im Jahr 2000 nahm die Civic Opera in Kansas City die Oper in ihr Repertoire auf. In den folgenden Jahren folgten mehrere andere US-amerikanischer Opernhäuser diesem Beispiel. Am 26. August 2001 wurde die Inszenierung aus Houston landesweit auf PBS ausgestrahlt. Joyce DiDonato war als Meg, eine der Schwestern, zu sehen.[10][11][12][13] Die Oper erlebte bis heute weltweit über einhundert Aufführungen, unter anderem in New York,  Minneapolis, Toronto, Chicago, San Francisco, Adelaide, Mexiko-Stadt, Tokio, Calgary und Belgien.
- Avow, Minioper in einem Akt, 1999, überarbeitet 2010, Uraufführung durch die Remarkable Theater Brigade
- Lysistrata or the Nude Goddess, Uraufführung 2005 an der Houston Grand Opera, Adamos zweite Oper, Musik und Libretto von Mark Adamo frei nach dem Schauspiel von Aristophanes. Schirmer, New York OCLC 60763828
- The Gospel of Mary Magdalene, Oper in zwei Akten, Libretto: Mark Adamo. Es beruht sowohl auf den kanonischen als auch auf den gnostischen Evangelien. Die Oper ist ein Auftragswerk der San Francisco Opera und wurde dort im Juni 2013 uraufgeführt. Nathan Gunn (* 1970) sang den Yeshua, Sasha Cooke die Mary Magdalene und William Burden Peter.[14] Schirmer, 2013 OCLC 875186043
- Becoming Santa Clause: Das Auftragswerk der Dallas Opera wurde dort im Dezember 2015 unter der Leitung von Emmanuel Villaume (* 1964) uraufgeführt. Regie führte Paul Curran (* 1964).

### Instrumentalwerke
- Seven tarot cards für Klavier, Fagott und Schlagzeug, 1993 OCLC 54846349 I The devil  II The lovers III The empress IV The magician V The tower VI The fool VII Death.
- Four angels, Concerto für Harfe und Orchester, Schirmer, 2007 OCLC 671164576 I Metatron II Sraosha III Regina Coeli IV Mik'hail.
- Prepositions and the names of fish für großes Orchester, Schirmer, New York, 2011, Auftragswerk zum zwanzigjährigen Jubiläum von Marin Alsop beim Cabrillo Festival of Contemporary Music OCLC 829057969
- August music für Flötenduo und Streicher, Schirmer, New York, 2012 OCLC 879307880I The wise II The lovers III The fools.
- Phone call and improvisation für Klavier solo, G. Schirmer, New York, 2017 OCLC 1098228459
- „Last year“, Concerto for Violoncello solo mit Harfe, Klavier, Streichorchester und Schlagzeug, 2019 Auftragswerk des American Composers Orchestra, des New Century Chamber Orchestra, des Manitoba Chamber Orchestra und des ROCO aus Houston. OCLC 1319037407Adamo schrieb das Werk für den Cellisten Jeffrey Zeigler. I Autumn : Dismissing Eunice II Winter : Le triangle noir III Spring : Zephaniah 1:14-15 IV Summer : for Julia, born 2045

### Chorwerke
- Three Appalachian folk songs [Drei Volksweisen aus den Appalachen] für Sopransolo und vierstimmigen gemischten Chor a capella, arrangiert von Mark Adamo, vollendet am 18. Januar 1992 OCLC 914246337 I Copper kettle II Wildwood flower III Long black veil
- No. 10/Supreme virtue für doppelchörigen gemischten Chor a capella, Text: Aus dem Tao te king des Laozi in einer englischen Übersetzung von Stephen Mitchell, 1997 OCLC 461340669
- Cantate domino, Etüde über Psalm 97, für doppelchörigen SATB-Chor, Sopransolo und Klavier, Auftragswerk der Choral Arts Society of Washington, 1999, Uraufführung im Kennedy Arts Center im Juni 2000 unter der Leitung von Norman Scribner (1936–2015), Notenmaterial bei G. Schirmer veröffentlicht[15]
- Garland für vierstimmigen Frauenchor und Klavier und zwei optionalen B-Klarinetten und optionalem Violoncello, Text: Emily Dickinson, Schirmer, New York, 2006 OCLC 757682748
- The poet speaks of praising für achtstimmigen Männerchor a capella, Text: Rainer Maria Rilke in einer englischen Übersetzung von John Mood, Auftragswerk zum fünfzehnten Jahrestag der Gründung des The Gay Men's Chorus of Washington, G. Schirmer, New York, 2009 OCLC 794492441 Fassung für gemischten Chor a capella
- God's grandeur für gemischten Chor und Klavier, Text: Gerard Manley Hopkins, Schirmer, New York und Hal Leonard, Milwaukee, 2010 OCLC 663974700
- Pied beauty für gemischten Chor a capella, Text: Gerard Manley Hopkins, Schirmer, New York und Hal Leonard, Milwaukee, 2011 OCLC 663974700
- Same train für gemischten Chor a capella, Spiritual arrangiert von Mark Adamo, Schirmer, New York, 2011 OCLC 798776051
- The Christmas Life für gemischten Chor und Kammerorchester, Text: Wendy Cope. Auftragswerk des US-amerikanischen Labels Pentatone, Uraufführung durch den in San Francisco beheimateten Kammerchor Volti, der das Werk auch für die CD DECEMBER CELEBRATION - New Carols by Seven American Composers bei Pentatone aufnahm OCLC 1098237055Adamo erstellte auch eine Fassung für Chor und Klavier.

### Sonstige Werke
- This much is new für Singstimme und Klavier, Text: Mark Campbell, Schirmer, New York, 2012 OCLC 1053518358
- The racer's widow für Mezzosopran, Violoncello und Klavier, Schirmer, New York, 2012 OCLC 831486782 I Jump cabling Text: Linda Pastan (1932–2023) II Across the space Text: Tennessee Williams III Sentimental poem Text: Marge Piercy IV The racer's widow Text:  Louise GluckV The beloved Text: Sara Teasdale.
- Here für Mezzosopran und Klavier, Text: Marcus Argentarius in einer englischen Übersetzung von Brooks Haxton, Schirmer, 2012 OCLC 1085180483
- Aristotle für Bariton und Streichquartett, Text: Billy Collins, Auftragswerk für Thomas Hampson und das Jupiter String Quartet von Music Accord, Inc., Schirmer, New York, 2013 OCLC 1030445140

### Textbücher
- The Lord of Cries. Oper. Musik: John Corigliano, nach Dracula von Bram Stoker und Die Bakchen von Euripides, 2021[16]